# Cá chình mỏ dẽ Avocet
Cá chình mỏ dẽ Avocet (Avocettina infans) là một loài cá chình mõ dẽ trong họ Nemichthyidae, được tìm thấy trong tất cả các đại dương, ngoại trừ Địa Trung Hải và phía đông Thái Bình Dương, ở độ sâu từ 50 đến 4.500 m. Chiều dài lên tới 75 cm.

## Hình ảnh

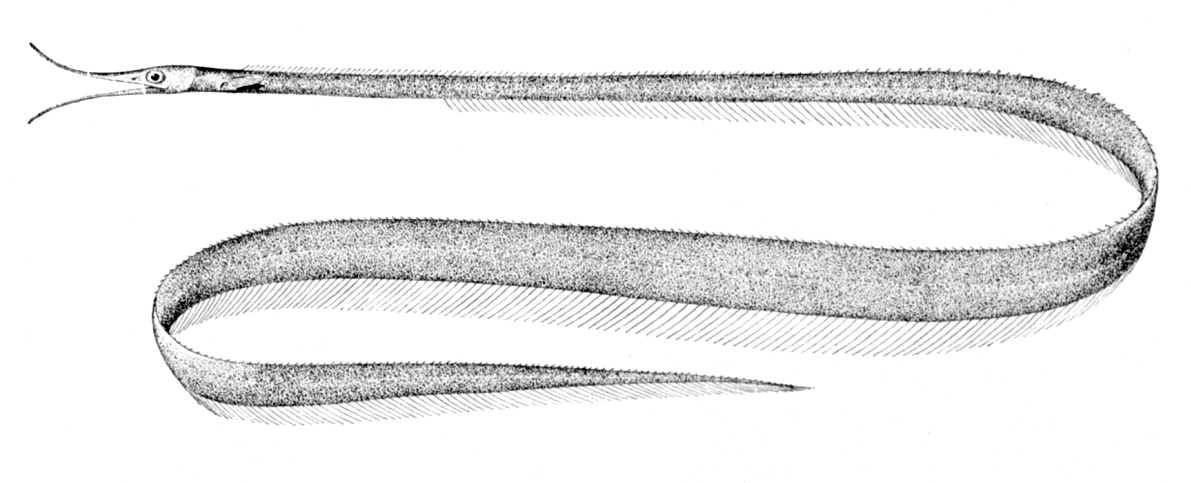
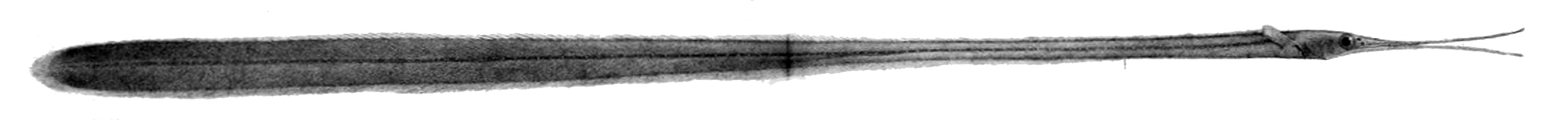
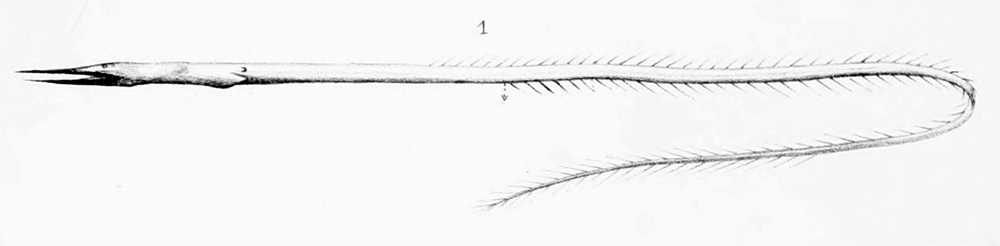
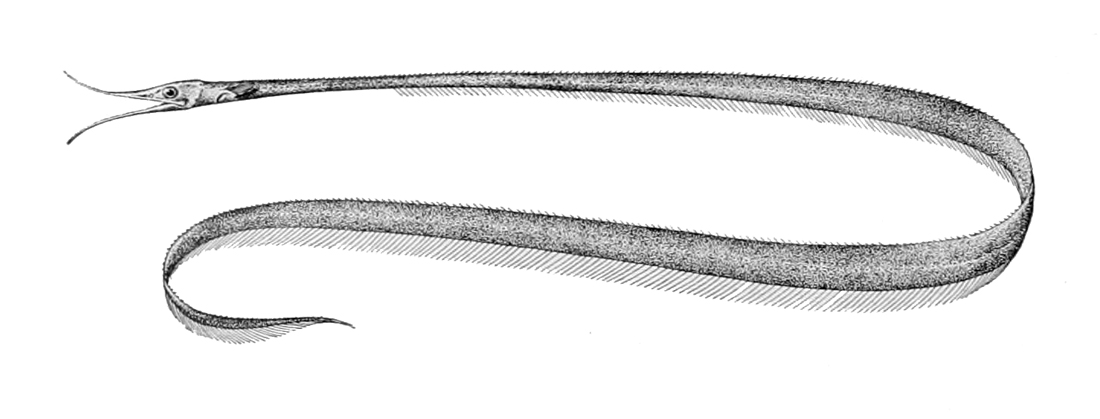